# Marcus Edwards
Marcus Edwards (* 3. prosince 1998) je anglický profesionální fotbalista, který hraje na pozici křídla nebo ofenzivního záložníka za portugalský klub Sporting CP.

## Klubová kariéra

### Tottenham Hotspur
Edwards se připojil k akademii Tottenhamu Hotspur ve věku osmi let. Dne 2. srpna 2016 podepsal svou první profesionální smlouvu s Tottenhamem po dlouhém období vyjednávání uprostřed zájmu jiných klubů.
Edwards se připojil k prvnímu týmu Tottenhamu v létě 2016 na jejich předsezónním turné a v předsezónních zápasech předvedl několik působivých výkonů. Před sezónou 2016/17 dostal číslo 48. 20. září 2016 Mauricio Pochettino přirovnal Edwardse k mladému Lionelu Messimu kvůli jeho nízkému těžišti a dobré hře jeden na jednoho. Následující den Edwards debutoval ve třetím kole EFL Cupu doma proti Gillinghamu, když nastoupil jako náhradník na posledních 15 minut místo Vincenta Janssena a vystřelil střelu, kterou ale chytil Stuart Nelson při výhře 5:0. V říjnu si však poranil kotník, což si vyžádalo operaci, a byl na dlouhou dobu mimo hru.
Dne 29. července 2017 podepsal Edwards novou smlouvu v Tottenhamu, která ho udržela v klubu až do roku 2020. V Juniorské lize UEFA skóroval dvakrát při výhře 4:0 nad Borussií Dortmund 13. září. Ve skupinové fázi odehrál pět zápasů a vstřelil další dva góly.

#### Hostování v Norwichi a Excelsioru
V lednu 2018 odešel Edwards na hostování do Norwiche City na zbytek sezóny 2017/18. Svůj debut v dresu Norwiche si odbyl 30. března, kdy nastoupil jako pozdní náhradník za Maria Vrančiće při domácí prohře 0:2 s Fulhamem. Ukázalo se, že to bylo jeho jediné vystoupení za klub, protože se 10. dubna vrátil do Tottenhamu z "osobních důvodů".
V srpnu 2018 se Edwards připojil k nizozemskému Excelsioru na sezónní hostování. 25. září byl klub vyřazen v prvním kole KNVB Cupu při domácí prohře 2:3 v prodloužení s NEC Nijmegen. Ve 25 zápasech za klub vstřelil dva góly a přidal čtyři asistence, a přestože vstřelil gól v play-off o sestup, Excelsior sestoupil. Edwards na konci sezóny vedl tabulku Eredivisie v počtu driblinků na zápas s 3,3 před Stevenem Bergwijnem z PSV (3,2).

### Vitória de Guimarães
Dne 2. září 2019 podepsal smlouvu s klubem Primeira Liga Vitória SC. Svůj první gól vstřelil 24. října ve skupinové fázi Evropské ligy UEFA, když otevřel prohru 3:2 na hřišti rivala svého bývalého klubu, Arsenalu. Se sedmi góly a pěti asistencemi v ligové sezoně byl jedním z deseti kandidátů na nejlepšího hráče ligy. Spolu s Joãem Carlosem Teixeirou skórovali 8. února 2020 dvakrát při výhře 7:0 na hřišti místního rivala Famalicão, který bojoval o místo v Evropské lize.
Edwards vstřelil jediný gól na hřišti Boavisty 19. října 2020, svůj osmý v portugalské nejvyšší soutěži. Tím překonal Briana Deana z Benfiky v roce 1998 a stal se nejlépe střílejícím Angličanem v historii ligy.
Dne 7. ledna 2021 byla Edwardsova smlouva prodloužena do roku 2024 s klauzulí o uvolnění ve výši 50 milionů eur.

### Sporting CP
Edwards přestoupil 31. ledna 2022 do úřadujícího mistra Primeira Ligy Sportingu CP za poplatek 7,67 milionu eur a dalších 500 000 eur, pokud budou splněny určité cíle. Sporting odkoupil 50 % jeho ekonomických práv držených Vitórií, zatímco Bruna Gaspara a Genyho Catama poslal opačným směrem, na trvalou bázi a na hostování. Debutoval o dva dny později při výhře 4:1 nad B-SAD, když na posledních 19 minut nahradil Pabla Sarabiu; svůj první gól vstřelil 19. března proti svému bývalému zaměstnavateli Vitória de Guimarães, když v osmé minutě nastaveného času uzavřel výhru hostů 3:1 dalekonosnou ranou, když čtyři minuty před koncem opět nahradil Sarabiu.
Dne 7. září 2022 vstřelil Edwards svůj první gól v Lize mistrů a asistoval při venkovní výhře 3:0 nad Eintrachtem Frankfurt, zatímco 26. října vstřelil gól při venkovní remíze 1:1 proti svému bývalému klubu Tottenhamu Hotspur. V Taça da Lize 2022/23 skóroval při výhře nad Farense 6:0 v prvním zápase skupiny a při čtvrtfinálové výhře 5:0 nad Bragou rovněž na Estádio José Alvalade; nastoupil ve finále 28. ledna při prohře 0:2 s Portem, ve které mu nebyl uznán gól pro ofsajd.
V lednu 2023 získal Sporting od Tottenhamu o 15 % více Edwardsových ekonomických práv v rámci dohody, která poslala Pedra Porra na Tottenham Hotspur Stadium.

## Reprezentační kariéra
Edwards může hrát za Anglii díky svému otci a Kypr díky své matce.
V listopadu 2013 Edwards debutoval v anglické reprezentaci U16, kde odehrál 80 minut při prohře 0:1 se Severním Irskem. Za tým U16 odehrál šest zápasů a jednou skóroval.
V anglické reprezentaci do 17 let skóroval Edwards během roku 2014 třikrát, včetně branky při svém debutu při výhře 5:1 nad Islandem. Edwards byl vybrán, aby reprezentoval Anglii na Mistrovství Evropy ve fotbale hráčů do 17 let 2015. Během turnaje odehrál pět zápasů a vstřelil dva góly proti Itálii a Irsku. Následně byl zařazen do týmu turnaje. Edwards se také objevil na Mistrovství světa ve fotbale hráčů do 17 let 2015.
V září 2015 byl Edwards povolán do týmu Anglie do 18 let, kde debutoval při výhře 2:0 nad Nizozemskem, při které připravil jeden z gólů. V březnu 2016 také dvakrát skóroval proti Rakousku a Irsku. Edwards odehrál pět zápasů a čtyřikrát skóroval za Anglii U18.
V říjnu 2016 byl Edwards povolán do anglické reprezentace do 19 let, kde debutoval při výhře 3:1 nad Chorvatskem a poté skóroval v následném zápase při výhře 2:1 nad Bulharskem. Byl zařazen do týmu pro Mistrovství Evropy ve fotbale hráčů do 19 let 2017. V semifinále nastoupil z lavičky, aby asistoval Lukasi Nmechovi na vstřelení jediného gólu zápasu proti Česku. Byl také náhradníkem ve druhém poločase při vítězství nad Portugalskem ve finále.
Po skončení turnaje byl Edwards v srpnu 2017 povolán do týmu Anglie do 20 let a při svém debutu skóroval při výhře 3:0 nad Nizozemskem.

## Osobní život
Edwards je řecko-kyperského původu po své matce.

## Statistiky

### Klubové
Platí k zápasu hranému 28. dubna 2024.
| Klub                     | Sezóna            | Liga              | Liga   | Liga | Národní pohár | Národní pohár | Ligový pohár | Ligový pohár | Kontinentální | Kontinentální | Ostatní | Ostatní | Celkově | Celkově |
| Klub                     | Sezóna            | Soutěž            | Zápasy | Góly | Zápasy        | Góly          | Zápasy       | Góly         | Zápasy        | Góly          | Zápasy  | Góly    | Zápasy  | Góly    |
| ------------------------ | ----------------- | ----------------- | ------ | ---- | ------------- | ------------- | ------------ | ------------ | ------------- | ------------- | ------- | ------- | ------- | ------- |
| Tottenham Hotspur        | 2016/17           | Premier League    | 0      | 0    | 0             | 0             | 1            | 0            | 0             | 0             | —       | —       | 1       | 0       |
| Tottenham Hotspur        | 2017/18           | Premier League    | 0      | 0    | 0             | 0             | 0            | 0            | 0             | 0             | —       | —       | 0       | 0       |
| Tottenham Hotspur        | Celkově           | Celkově           | 0      | 0    | 0             | 0             | 1            | 0            | 0             | 0             | —       | —       | 1       | 0       |
| Norwich City (hostování) | 2017/18           | Championship      | 1      | 0    | 0             | 0             | 0            | 0            | —             | —             | —       | —       | 1       | 0       |
| Excelsior (hostování)    | 2018/19           | Eredivisie        | 25     | 2    | 1             | 0             | —            | —            | —             | —             | 2       | 0       | 28      | 2       |
| Vitória de Guimarães     | 2019/20           | Primeira Liga     | 26     | 7    | 1             | 0             | 4            | 0            | 5             | 2             | —       | —       | 36      | 9       |
| Vitória de Guimarães     | 2020/21           | Primeira Liga     | 33     | 3    | 2             | 0             | 1            | 0            | —             | —             | —       | —       | 36      | 3       |
| Vitória de Guimarães     | 2021/22           | Primeira Liga     | 18     | 7    | 2             | 1             | 4            | 0            | —             | —             | —       | —       | 24      | 8       |
| Vitória de Guimarães     | Celkově           | Celkově           | 77     | 17   | 5             | 1             | 9            | 0            | 5             | 2             | —       | —       | 96      | 20      |
| Sporting CP              | 2021/22           | Primeira Liga     | 12     | 3    | 2             | 0             | 0            | 0            | 1             | 0             | 0       | 0       | 15      | 3       |
| Sporting CP              | 2022/23           | Primeira Liga     | 33     | 7    | 1             | 0             | 5            | 2            | 12            | 3             | —       | —       | 51      | 12      |
| Sporting CP              | 2023/24           | Primeira Liga     | 25     | 4    | 5             | 1             | 3            | 0            | 10            | 1             | —       | —       | 43      | 6       |
| Sporting CP              | Celkově           | Celkově           | 70     | 14   | 8             | 1             | 8            | 2            | 23            | 4             | 0       | 0       | 109     | 21      |
| Celkově v kariéře        | Celkově v kariéře | Celkově v kariéře | 173    | 33   | 14            | 2             | 18           | 2            | 28            | 6             | 2       | 0       | 235     | 43      |

## Úspěchy
Sporting CP
- Primeira Liga: 2023/24

Anglie U19
- Mistrovství Evropy ve fotbale hráčů do 19 let: 2017

Individuální
- Tým turnaje Mistrovství Evropy ve fotbale hráčů do 17 let: 2015